# Pratt & Whitney Canada PT6
Le Pratt & Whitney Canada PT6 est l'un des turbopropulseurs les plus utilisés dans le domaine aéronautique. Il s'agit d'un moteur à flux inversé conçu et fabriqué par Pratt & Whitney Canada pour les aéronefs. Il est reconnaissable par ses échappements caractéristiques situés de part et d'autre du moteur. Il est décliné en 4 variantes :
- Le PT6A, qui est un turbopropulseur qui se destine aussi bien à l'aviation d'affaire qu'aux avions de ligne et avions agricoles [1].
- Les PT6B, PT6C et PT6T qui sont des turbomoteurs destinés aux hélicoptères [2].

## Conception
En 1956, la demande pour le moteur radial Wasp était encore forte et sa ligne de production était solide et rentable. Prévoyant la nécessité de produire des moteurs ayant un rapport masse/puissance beaucoup plus élevé que les moteurs à pistons, le président de P&WC, Ronald Riley, demanda à l'ingénieur Dick Guthrie d'établir un groupe de développement pour créer un turbopropulseur.  Pour ce faire Riley accorda à Guthrie un modeste budget de 100 000 dollars canadiens. Guthrie recruta de jeunes ingénieurs du Conseil national de recherches à  Ottawa et de Orenda Engines en Ontario. En 1958, le groupe commença le développement d'un turbopropulseur destiné à fournir 450 ch. Le premier moteur fut mis en marche et fonctionna avec succès en février 1960 ,. Ce moteur vola pour la première fois le 30 mai 1961, monté sur un Beechcraft Model 18 De Havilland Canada à Downsview, Ontario. La production à grande échelle commença en 1963, avec une entrée en service l'année suivante.
De 1963 à 2016 le rapport masse/puissance fut amélioré de 50%, la consommation de carburant spécifique au frein diminuée de 20% et le rapport de pression porté à 14:1 . Son développement se poursuit encore aujourd'hui et même si sa configuration de haut niveau est la même qu'en 1964, P&WC a mis à jour le PT6, notamment avec des aubes de turbine monocristal au début des années 1990 et l'introduction du système FADEC. Son rapport de pression est de 13:1 dans le tiltrotor AgustaWestland AW609 .
En réponse au General Electric GE93, Pratt & Whitney Canada lancera en 2017 des tests de démonstration de la technologie et des systèmes de base du moteur pour un moteur de 2 000 chevaux proposé pour remplacer les versions les plus puissantes du PT6 . Probablement au cœur du développement du PT6C, il se situerait entre la PT6C-67C / E de 1750 ch et la famille de 2 300 sch PW100, et devrait être prêt à être lancé d'ici la fin de 2017 pour une plate-forme initiale hélicoptère avec une réduction de 10-15% de consommation de carburant spécifique au frein . Ce développement de 2 000 sch cible un nouveau marché : un Super PC-12, un TBM plus puissant ou un King Air plus grand; pour mieux intégrer le système de propulsion et le plan de maintenance, l'hélice et le contrôleur électronique du moteur sont testés en octobre 2017, de nouveaux éléments sont en cours et un démonstrateur complet devrait être opérationnel d'ici la fin de l'année 2017 .

### PW100
Lorsque de Havilland Canada réclama un moteur beaucoup plus gros pour le DHC-8 (soit environ le double de la puissance de la version Large du PT6) P&WC réagit avec un nouveau design connu sous le nom de PT7, rebaptisé plus tard Pratt & Whitney Canada PW100.

## Développement
Toutes les versions du moteur se composent de deux sections qui peuvent être facilement séparées pour la maintenance : un générateur de gaz fournit du gaz chaud à une turbine de puissance libre . Le démarreur accélère seulement le générateur de gaz, ce qui facilite le démarrage du moteur, en particulier par temps froid . L'air pénètre dans le générateur de gaz à travers un tamis d'entrée dans le compresseur axial à basse pression. Cela se passe en trois étapes sur les versions petites et moyennes du moteur et en quatre étapes sur les grandes versions. L'air s'écoule ensuite dans un compresseur centrifuge à un étage, à travers une chambre de combustion annulaire pliée, et enfin à travers une turbine à un étage qui alimente les compresseurs à environ 45 000 tr/min. Le gaz chaud provenant du générateur de gaz s'écoule dans la turbine de puissance, qui tourne à environ 30 000 tr/min. Il y a une étape sur les moteurs de la série Small et deux étapes sur les Medium et Large. Pour l'utilisation de turbopropulseurs, cela alimente une boîte de vitesses planétaire à deux étages, qui fait tourner l'hélice à une vitesse de 1900 à 2200 tr/min. Les gaz d'échappement s'échappent alors à travers deux conduits latéraux dans le carter de la turbine de puissance. Les turbines sont montées à l'intérieur de la chambre de combustion, réduisant ainsi la longueur totale.
Dans la plupart des installations aéronautiques, le PT6 est monté en arrière dans la nacelle, de sorte que le côté admission du moteur fait face à l'arrière de l'avion. Cela place la section de puissance à l'avant de la nacelle, où elle peut entraîner l'hélice directement sans avoir besoin d'un arbre de transmission long. L'air d'admission arrive généralement au moteur par un conduit monté en dessous et les deux sorties d'échappement sont dirigées vers l'arrière. Cette disposition facilite la maintenance en permettant d'enlever toute la section de puissance avec l'hélice, exposant ainsi la section du générateur de gaz. Pour faciliter les opérations en terrain inégal (non lisse, éventuellement avec des gravillons), les objets étrangers sont détournés de l'admission du compresseur par des séparateurs inertiels dans l'entrée .

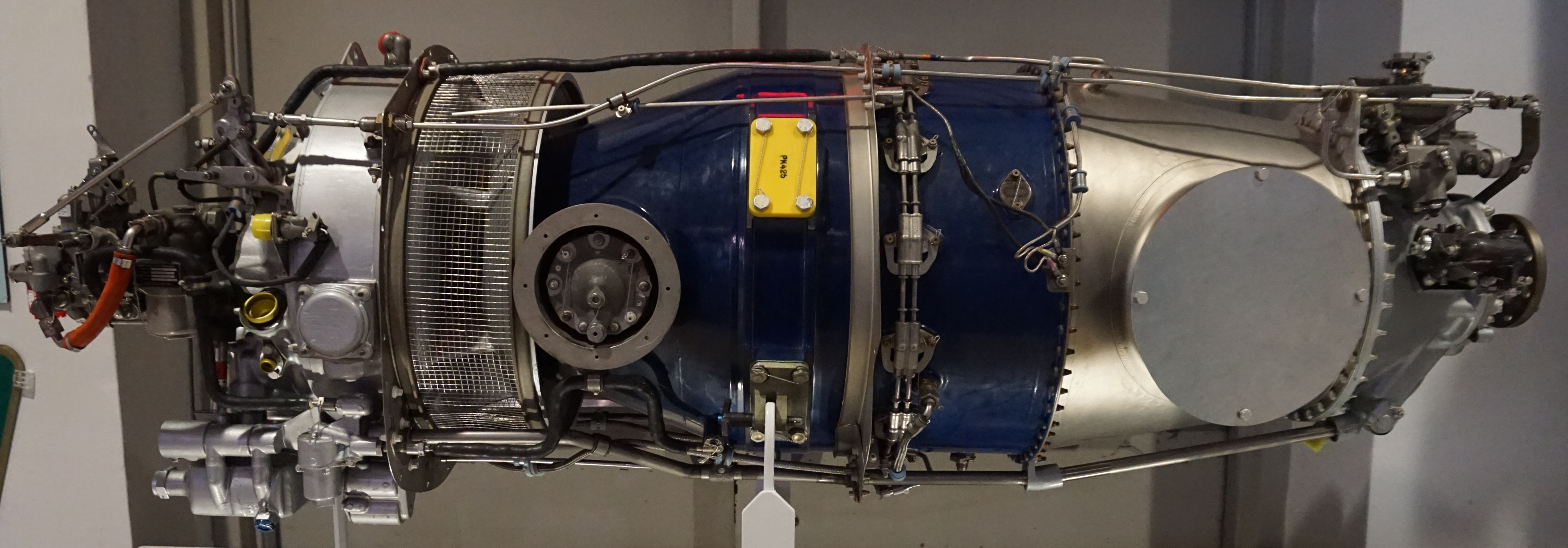
PT6 : à gauche accessoires et admission, à droite échappement couvert et support d'hélice

## Historique opérationnel
À l'occasion du 40e anniversaire de son vol inaugural en 2001, plus de 36 000 PT6A avaient été livrés, sans compter les autres versions dérivées . Jusqu'en octobre 2003, 31 606 moteurs livrés ont volé plus de 252 millions d'heures . Jusqu'en novembre 2015, 51 000 ont été produits . En tout cette famille de moteurs a enregistré 400 millions d'heures de vol de 1963 à 2016 .
La famille PT6 est connue pour sa fiabilité avec un taux d'arrêt en vol de 1 pour 333 333 heures jusqu'en octobre 2003  1 pour 127 560 heures en 2005 au Canada , 1 pour 333 000 heures de 1963 à 2016 , 1 pour 651 126 heures sur 12 mois en 2016 . Le temps entre les révisions se situe entre 3600 et 9000 heures et les inspections de la section chaude entre 1800 et 2000 heures .
En l'absence de FADEC, l'accélérateur automatique peut être installé comme une mise à niveau du marché secondaire avec un actionneur, initialement dans un avion monomoteur comme un PC-12 et éventuellement dans un avion bi-turbopropulsé .

## Variantes
La principale variante, la PT6A, est disponible dans une grande variété de modèles, couvrant une gamme de puissance de 580 à 920 ch dans la série d'origine, et jusqu'à 1 940 ch (1 450 kW) dans les «grandes» lignes. Les PT6B et PT6C sont des variantes de turbomoteurs pour hélicoptères. Dans l'utilisation militaire américaine, ils sont désignés T74 ou T101.
Plusieurs autres versions du PT6 sont apparues au fil du temps :
- le Large PT6 reçoit un autre étage de turbine de puissance avec une réduction plus importante en sortie, produisant presque le double de la puissance, entre 1 090 et 1 920 ch (1 430 kW);

- le PT6B est un modèle de turbomoteur d'hélicoptère, doté d'une boîte de vitesses à réduction avec un embrayage à roue libre et un régulateur de turbine de puissance, produisant 1 000 sch (750 kW) à 4 500 tr/min;

- le PT6C est un modèle pour hélicoptère, avec un seul échappement latéral, produisant 2 000 ch (1 500 kW) à 30 000 tr/min, monté avec une boîte de vitesses fournie par l'utilisateur;

- le PT6T Twin-Pac se compose de deux moteurs PT6 entraînant une boîte de réduction à sortie commune, produisant près de 2 000 sch (1 500 kW) à 6 000 tr/min;

- le ST6 est une version destinée aux applications stationnaires, développée à l'origine pour le Train Turbo, et maintenant largement utilisée comme unité auxiliaire de puissance sur de gros avions, ainsi que pour de nombreuses autres utilisations [19].

## Turbopropulseur PT6A

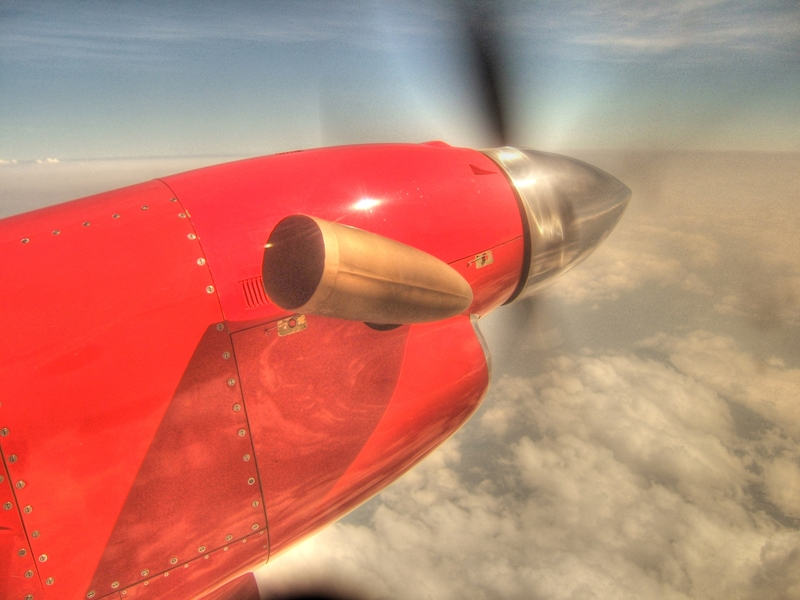
Un PT6-A67D équipant un Beechcraft 1900D

### Quelques chiffres
Le turbopropulseur PT6A est décliné en plus de 65 modèles, allant de 500 à 2 000 ch sur l'arbre et a été produit à plus de 47 000 exemplaires  entre les années 1960 et juillet 2017; plus de 23 500 de ces moteurs sont toujours en service.

### Technique

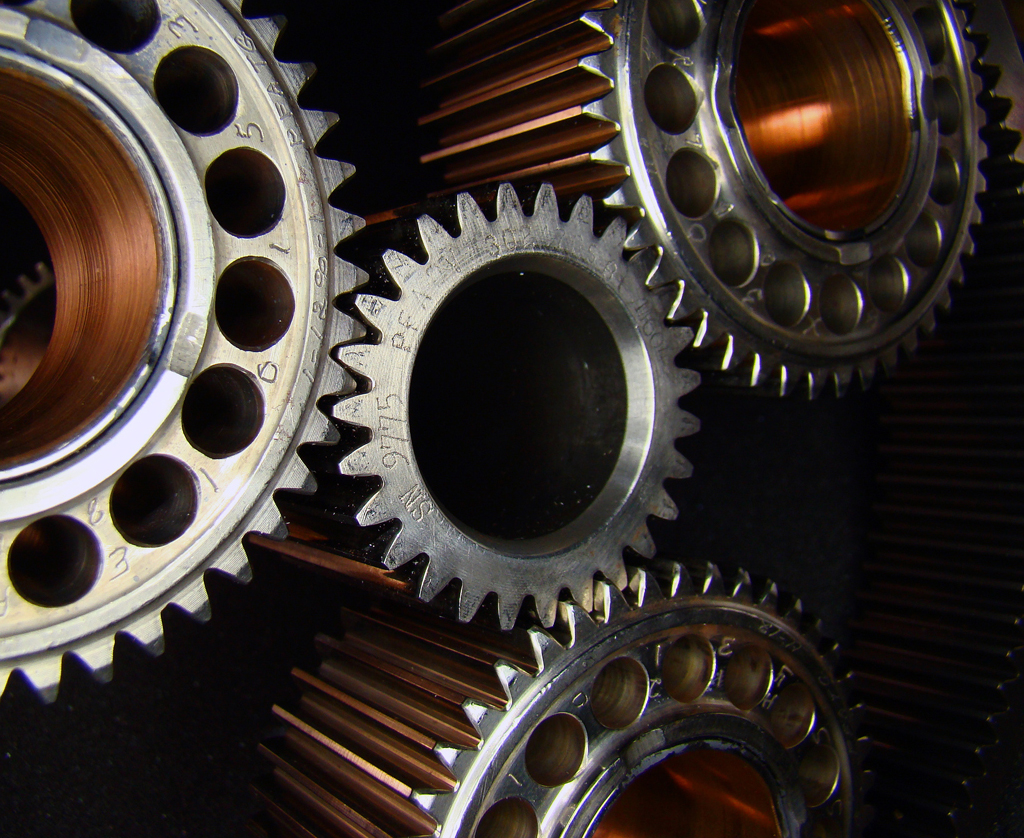
Réducteur épicycloïdal d'un PT6

Le PT6A est un moteur à deux arbres concentriques, équipé d'un compresseur mécanique multi-étages (trois étages axiaux basse pression suivis par un étage centrifuge haute pression) qui est entraîné par une turbine mono-étage tournant à environ 45 000 tr/min. Une turbine motrice indépendante est reliée à l'hélice via un arbre tournant à environ 30 000 tr/min et entraînant un réducteur à train épicycloïdal à deux étages dont la vitesse de sortie va de 1 700 à 2 200 tr/min. Sur la plupart des avions l'utilisant, le PT6A est monté axe de sortie vers l'avant pour réduire la longueur de l'arbre d'hélice. Cela place l'entrée d'air vers l'arrière du moteur. Elle est alimentée par un conduit d'air généralement sous celui-ci.

### Performances
Les Manuels de Vol des avions utilisant des PT6A contiennent habituellement des tables et des graphes qui donnent les performances de l'avion donc des indications sur la performance du moteur PT6A utilisé.

#### Performances théoriques et rendement
L'efficacité énergétique d'un PT6A va donner une vision plus générale alors que les tables et les graphes d'un Manuel de Vol vont donner des informations plus spécifiques.
Dans le cas d'un moteur, l'efficacité (notée {\displaystyle \eta } - lettre grecque éta) sera fonction des conditions d'utilisation, et on a :
{\displaystyle {\text{Efficacité}}=\eta ={W \over {\text{Énergie}}}}
où {\displaystyle W} est la quantité utile de travail produite par le système (en joules), et "Énergie" est la quantité d'énergie (aussi en joules) utilisée pour faire fonctionner le système. On obtiendra le même résultat en faisant le rapport des puissances correspondantes. 
Dans le cas d'un turbopropulseur, il sera plus pratique de considérer la relation entre la puissance fournie et le débit de carburant ("Fuel Flow", "FF"), valeurs que l'on retrouve habituellement dans les Manuels de Vol. Si la puissance n'y apparait pas explicitement, il suffit de se rappeler qu'avec des unités appropriées, la puissance est le produit du couple ("Torque") par la vitesse de rotation ("RPM") et que dès que l'on considère des rapports entre puissances (ou des pourcentages), les unités n'ont plus d'influence.
Pour analyser les performances d'une machine thermique, il est habituel d'utiliser un diagramme de Clapeyron où l'on représente à la fois la Pression ("P") et le Volume ("V"). Le fonctionnement d'un moteur thermique simple (modélisé avec une "source froide" et une "source chaude") peut être décrit avec un Cycle de Carnot. Dans ce cas, les équations de la thermodynamique permettent de définir la valeur maximum de l'efficacité :
{\displaystyle \eta \leq \ 1-{\frac {T_{f}}{T_{c}}}}
elle dépend "uniquement" du rapport des températures (exprimées en degrés Kelvin) de la "source froide" (Tf) et de la "source chaude" (Tc). Plus Tc est élevée, plus l'efficacité sera bonne. 
Le Cycle de Brayton  a été utilisé pour modéliser des turbines. Les calculs effectués dans ce contexte donnent des résultats comparables à ceux obtenus à partir d'un Cycle de Carnot. Le cas d'un moteur PT6A est toutefois plus complexe que celui d'un turboréacteur à simple flux, puisque le PT6A est composé d'une part d'un générateur de gaz et d'autre part d'une turbine de puissance qui récupère les gaz à la température donnée par l'ITT ("Interstage Turbine Temperature"), qui les détend puis les rejette dans l'atmosphère (produisant le cas échéant une poussée résiduelle qui, dans le cas d'un PT6A-42, peut être de l'ordre de 600 lbs).

#### Observations et implications
Dans les PT6A le capteur de température le plus proche de la chambre de combustion est habituellement celui qui indique l'ITT . Entre la chambre de combustion (à la température Tc) et l'espace inter-turbines il y a la turbine du compresseur . Les gaz chauds (à la température "ITT") traversent, ensuite, la turbine de puissance (reliée à l'hélice par le réducteur) avant d'être rejetés dans l'atmosphère, ce qui donne la poussée résiduelle.   
Avec une consommation de carburant donnée, la puissance obtenue va donc dépendre très significativement des températures, donc, en particulier de l'ITT. En vol, les meilleures performances vont donc être obtenues dans le cas de la "Maximum Cruise Power" qui correspond à une ITT très élevée (et qui est définie, par exemple, dans le Manuel de vol du BE 90 F, un avion qui est normalement équipé d'un PT6A-135).
Dans le cas du BE 90 F (donc d'un PT6A-135), les données dans le Manuel de Vol mettent en évidence une diminution de l'efficacité de l'ordre de 5% dans le cas de la croisière "économique" ("Maximum Range Power" ) : en effet, dans ces conditions de vol, l’ITT est plus basse que dans le cas d’un vol à la "Maximum Cruise Power".
Si la puissance (et la vitesse) nécessaire pour un vol est inférieure à celle qui correspond à la Maximum Range Power , par exemple, pour rentrer dans un "circuit d'attente" , l'ITT sera encore plus faible et, avec elle, l'efficacité. Il en est de même, si le contrôle demande que la vitesse de l'avion soit réduite (ou, tout simplement pour respecter la limite de vitesse de 250 kts, imposée dans certains espaces aériens).
Du coup, avec une efficacité réduite, dans un cas extrême, il est possible qu'il n'y ait plus assez de carburant à bord pour arriver à destination - dans ces conditions là - alors qu'il y en aurait eu assez pour arriver à destination dans les conditions de la "Maximum Range Power" (mais avec la vitesse correspondante).
Cette diminution de l'efficacité du moteur lorsque l'on diminue la puissance fournie n'est pas habituelle avec les avions ayant des moteurs à pistons (et des profils d'ailes habituels)  avec lesquels on peut espérer pouvoir augmenter la distance franchissable, en réduisant la puissance et donc la vitesse (tout en gardant une vitesse supérieure à la "vitesse de finesse maximum", pour éviter des effets contre-productifs).
Au sol (à l'arrêt ou au roulage), la puissance nécessaire est très faible, l'ITT le sera aussi et à son tour l'efficacité : ceci explique pourquoi l'on observe des FF importants. Par exemple, avec un PT6A-135, il y a des conditions de vol (en altitude) où la consommation de carburant est à peine le double de la consommation observée au sol, par exemple, au point d'attente.
Il faut donc se méfier des attentes longues : une demi-heure d'attente pouvant réduire l'autonomie d'un quart d'heure de vol. Ce n'est pas du tout le cas des moteurs à piston.
Au décollage ou à la remise des gaz, les turboréacteurs et les turbopropulseurs ont la réputation d’être « mous ». C’est, sans doute dû – en partie, mais en partie seulement – à l’inertie du système ; en effet l’inertie de l’hélice d’un turboprop (par exemple d'un PA 31 T, un avion qui utilise un PT6A-28) ne doit pas être bien différente de celle d’une hélice comparable montée sur un avion à pistons (par exemple un PA 31). Il y a un autre facteur à prendre en compte : avant le décollage ou la remise de gaz, la puissance est faible, l’ITT et l’efficacité aussi ; il faut donc que  l’ITT et l’efficacité aient le temps d’augmenter pour que le moteur puisse atteindre la puissance requise.
Le même Manuel de Vol montre qu'entre les niveaux de vol ("FL") 80 et 260, la consommation nécessaire pour franchir 1 km décroit d'un facteur 1,6 ; donc, on a intérêt à voler haut ; mais la meilleure vitesse est obtenue entre les FL 100 et 150 (en fonction de la température du jour).
Le choix du niveau de vol pour la croisière avec une PT6A doit donc se faire avec beaucoup de doigté !

### Gamme
Le PT6A se décline en 3 grandes gammes étagées en fonction de la puissance. Ces niveaux de puissances sont obtenus par augmentation du débit d'air dans le compresseur, ainsi que par augmentation du nombre d'étages au sein de la turbine motrice.
|                             | Catégorie de puissance mécanique (puissance sur l'arbre en ch) | Vitesse de l'hélice (max, tr/min) | Hauteur (cm) | Largeur (cm) | Longueur (cm) |
| --------------------------- | -------------------------------------------------------------- | --------------------------------- | ------------ | ------------ | ------------- |
| PT6A 'petits' (A-6 à A-36)  | 500 à 750                                                      | 1 900 à 2 200                     | 53,3 à 63,5  | 54,6         | 157,5         |
| PT6A 'moyens' (A-38 à A-50) | 700 à 1 200                                                    | 1 700 à 2 000                     | 55,9         | 49,5         | 170,2 à 193   |
| PT6A 'gros' (A-60 à A-67)   | 1 050 à 1 700                                                  | 1 700 à 2 000                     | 55,9         | 49,5         | 170,2 à 193   |

Attention : le "cheval-vapeur" (ch)  français correspond approximativement à 735 Watt
alors que le "cheval-vapeur " britannique (hp) correspond, lui, à approximativement 746 Watt.
| variantes     | equivalent shaft horsepower | shaft horsepower | applications |
| ------------- | --------------------------- | ---------------- | --- |
| PT6A-6        | 525 eshp                    | 500 shp          | |
| PT6A-11AG     | 528 eshp                    | 500 shp          | Air Tractor AT-400 Schweizer Ag-Cat G-164B Turbine |
| PT6A-15AG     | 715 eshp                    | 680 shp          | Air Tractor AT-400 Air Tractor AT-501 Frakes Turbocat Schweizer Ag-Cat G-164B Turbine |
| PT6A-20       | 579 eshp                    | 550 shp          | |
| PT6A-21       | 580 eshp                    | 550 shp          | Beechcraft King Air C90A/B/SE Beechcraft Bonanza (turbine conversion) Evektor EV-55 Outback |
| PT6A-25, -25A | 580 eshp                    | 550 shp          | |
| PT6A-25C      | 783 eshp                    | 750 shp          | Embraer EMB 312 Tucano Pilatus PC-7/PC-7 MKII Turbo Trainer PZL-130 Orlik / TC-II Turbo-Orlik |
| PT6A-27       | 715 eshp                    | 680 shp          | Beechcraft Model 99A, B99 De Havilland Canada DHC-6 Twin Otter 300 Harbin Y-12 Embraer EMB 110 Bandeirante Let L-410 Turbolet Pilatus PC-6/B Turbo-Porter |
| PT6A-28       | 715 eshp                    | 680 shp          | Piper PA-31T Cheyenne |
| PT6A-29       | 778 eshp                    | 750 shp          | |
| PT6A-34       | 783 eshp                    | 750 shp          | Embraer EMB 110 Bandeirante/111 Embraer EMB 821 Carajá Grumman Mallard (turbine conversion) JetPROP DLX PAC P-750 XSTOL Quest Kodiak Vazar Dash 3 Turbine Otter Viking DHC-6 Twin Otter 400 Pilatus PC-6 Turbo Porter (STC) |
| PT6A-34AG     | 783 eshp                    | 750 shp          | Air Tractor AT-502B Frakes/Grumman Turbo-Cat Model A/B/C Pacific Aerospace 750XL PZL-Okecie PZL-106 Turbo Kruk Schweizer Ag-Cat G-164B/D Turbine Thrush Model 510P |
| PT6A-35       | 787 eshp                    | 750 shp          | Blue 35 JetPROP DLX |
| PT6A-36       | 783 eshp                    | 750 shp          | |
| PT6A-38       | 801 eshp                    | 750 shp          | |
| PT6A-110      | 502 eshp                    | 475 shp          | |
| PT6A-112      | 528 eshp                    | 500 shp          | |
| PT6A-114      | 632 eshp                    | 600 shp          | Cessna 208 Caravan I |
| PT6A-114A     | 725 eshp                    | 675 shp          | Cessna 208 Caravan 675 |
| PT6A-116      | 736 eshp                    | 700 shp          | |
| PT6A-121      | 647 eshp                    | 615 shp          | |
| PT6A-135      | 787 eshp                    | 750 shp          | Beechcraft King Air F90-1/C90GT/C90GTi/C90GTx Blackhawk XP135A Cheyenne Series Blackhawk XP135A Conquest I Blackhawk XP135A King Air 90 Series Cessna Conquest I Lancair Evolution Silverhawk 135/StandardAero C90/E90 StandardAero Cheyenne Series StandardAero King Air F90 T-G Aviation Super Cheyenne Vazar Dash 3 Turbine Otter |
| PT6A-140      | 912 eshp                    | 867 shp          | Cessna 208 Grand Caravan EX |
| PT6A-140A     | 945 eshp                    | 900 shp          | Daher Kodiak 900 |

| variantes     | equivalent shaft horsepower | shaft horsepower | applications |
| ------------- | --------------------------- | ---------------- | --- |
| PT6A-40       | 749 eshp                    | 700 shp          | |
| PT6A-41       | 903 eshp                    | 850 shp          | Beechcraft King Air 200/B200 Piper PA-42 Cheyenne III/IIIA |
| PT6A-42       | 903 eshp                    | 850 shp          | Beechcraft C-12 HuronF Beechcraft King Air 200/B200 Blackhawk XP42 King Air 200 StandardAero King Air 200 Blackhawk XP42A C-208 Caravan Series (-42A) Piper PA-46 Meridian / M500 / M600 |
| PT6A-45       | 1070 eshp                   | 1020 shp         | |
| PT6A-50       | 1022 eshp                   | 973 shp          | De Havilland DHC-7 |
| PT6A-52       | 898 eshp                    | 850 shp          | Beechcraft King Air B200GT/250 Blackhawk XP52 King Air 200/B200 Enhanced Aero B200GTO StandardAero King Air 200/B200 Piper M700                                                          |
| PT6A-60, -60A | 1113 eshp                   | 1050 shp         | Beechcraft 200 300/350 |
| PT6A-60AG     | 1081 ehsp                   | 1020 shp         | Air Tractor AT-602 Ayres Thrush 550P/660 |
| PT6A-61       | 902 eshp                    | 850 shp          | |
| PT6A-62       |                             | 950shp           | KAI KT-1/KO-1 Pilatus PC-9 Turbo Trainer |

| variantes                    | equivalent shaft horsepower | shaft horsepower | applications |
| ---------------------------- | --------------------------- | ---------------- | --- |
| PT6A-64                      | 747 eshp                    | 700 shp          | Socata TBM-700 |
| PT6A-65B, -65R               | 1249 eshp                   | 1173 shp         | Beechcraft 1900/1900C Polish Aviation Factory M28 Skytruck                                                                                                 |
| PT6A-65AG, -65AR             | 1298 eshp                   | 1220 shp         | Air Tractor AT-602 Air Tractor AT-802/802A/802AF/802F Ayres Thrush 660/710P                                                                                |
| PT6A-65SC                    |                             | 1100 shp         | Cessna 408 SkyCourier |
| PT6A-66, -66A, -66D          | 905 eshp                    | 850 shp          | National Aerospace Laboratories SARAS Piaggio P.180 Avanti Ibis Ae270 HP (-66A) Socata TBM-850 Socata TBM-900 Socata TBM-910 Socata TBM-930 Socata TBM-940 |
| PT6A-66B                     | 1010 eshp                   | 950 shp          | Piaggio P180 Avanti II |
| PT6A-67, -67A, -67B, -67P    | 1272 eshp                   | 1200 shp         | Beechcraft Starship Epic LT Epic E1000 IAI Heron TP Pilatus PC-12 (-67B) Pilatus PC-12NG (-67P)                                                            |
| PT6A-67D                     | 1285 eshp                   | 1214 shp         | Beechcraft 1900D |
| PT6A-67AF, -67AG, -67R, -67T | 1294 eshp                   | 1220 shp         | Air Tractor AT-802/802A/802AF/802F (-67AG) Ayres Thrush 710P (-67AG) Basler Turbo BT-67 (-67R) Short 360 / 360-300 (-67R)                                  |
| PT6A-67F                     | 1796 eshp                   | 1700 shp         | Air Tractor AT-802/802A/802AF/802F |
| PT6A-68                      | 1324 eshp                   | 1250 shp         | Beechcraft T-6 Texan II Pilatus PC-21 (-68B) Embraer EMB-314 Super Tucano (-68C)                                                                           |

- T74 : Désignation militaire américaine pour le PT6A-20/27, utilisée sur le Beechcraft U-21 Ute.

- T101 : Désignation militaire américaine pour le T101-CP-100 / PT6A-45R, utilisée dans les Short 330 et Short C-23 Sherpa.
- PT6B-9 : turboréacteur à turbine de 550 ch (404,5 kW) destiné aux hélicoptères. Une évolution postérieure du PT6B est évaluée à 981 ch (721,5 kW).
- PT6C : moteur de 1600 à 2300 ch (1190 à 1 720 kW) pour les hélicoptères et les tiltrotors.
- PT6D-114A : basé sur le PT6A-114A. La principale différence est la suppression de l'engrenage réducteur et de l'arbre de sortie du deuxième étage, car le moteur est destiné à être intégré à une boîte de vitesses combinée comprenant des régulateurs de turbine de puissance et un arbre de sortie d'hélice.
- Soloy Dual Pac : 2 moteurs PT6D-114A entraînant une seule hélice par l'intermédiaire d'une boîte de vitesses combinée, capable de fonctionner indépendamment.
- PT6T : Unités Twin PT6 combinant les sorties à travers une boîte de vitesses pour une utilisation dans les hélicoptères.
- ST6 : variante du PT6 développée à l'origine comme groupe motopropulseur pour les trains électriques Train Turbo UAC, mais plus tard utilisée comme générateur d'énergie stationnaire et unité d'alimentation auxiliaire.
- ST6B : version de 550 ch (410 kW) du PT6 développée pour la STP-Paxton Turbocar, lancée en 1967 pour les 500 miles d'Indianapolis [34].
- STN 6/76 : version de 500 ch (370 kW) du PT6 développée pour être utilisée dans le Lotus 56, qui couru les 500 miles d'Indianapolis en 1968 et plus tard en 1971 en Formule 1 [35],[36].

### Utilisation

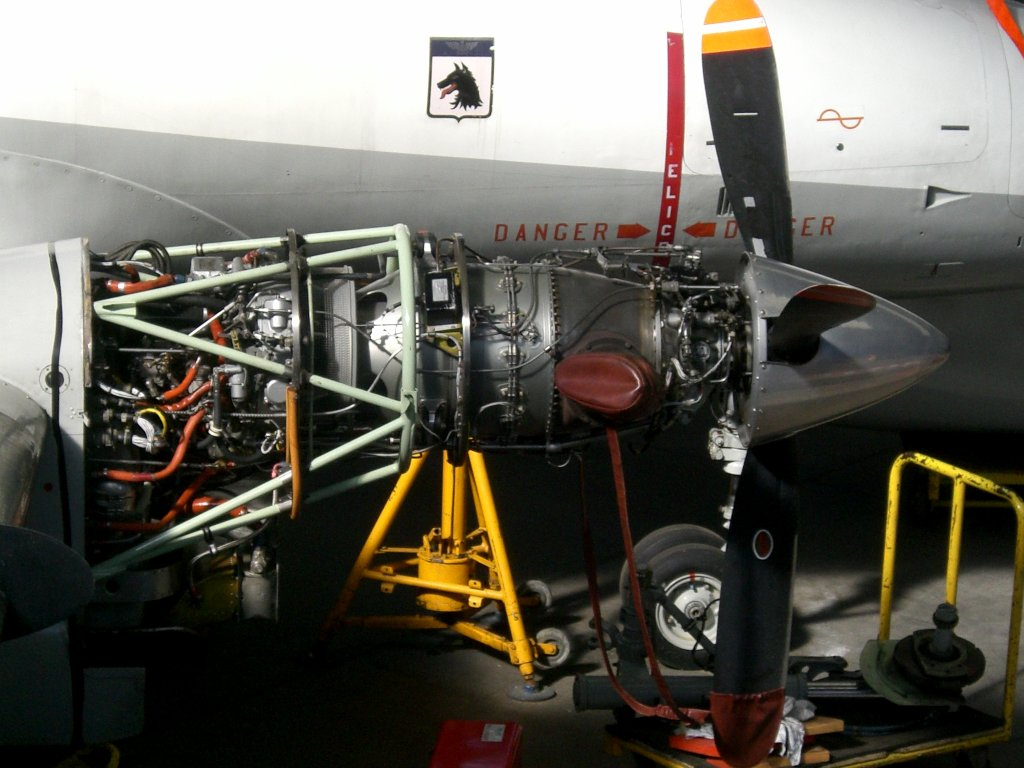
Un PT6A-28 équipant un Xingu

Le PT6A équipe, entre autres, en bi-turbine le Piaggio P180 Avanti (PT6A-66 et PT6A-66B sur le Avanti II), ainsi que la série de Beechcraft King Air et en mono-turbine les Pilatus PC-6, PC-7, PC-9, PC-12 et PC-21 ainsi que les Socata TBM-700 et 850, et certains modèles turbo-propulsés de chez Piper comme la série des Meridian.
Il est aussi utilisé par l'armée américaine sous la dénomination T-74 .

## Les turbomoteurs
Les PT6B, PT6C et PT6T sont des turbomoteurs destinés aux hélicoptères, chacun propose son lot de technologies intéressantes.
- Le PT6B est une variante directe du PT6A. Il est destiné aux hélicoptères monomoteurs et bimoteurs [2].
- Le PT6C est la variante la plus récente des PT6. Il est destiné aux hélicoptères de taille moyenne [2].
- Le PT6T est le résultat du couplage de deux PT6A. Il est destiné aux hélicoptères intermédiaires [38].

### Le PT6T
Le PT6T, aussi appelé Twin-Pac est l'assemblage de deux PT6A montés en parallèle. Ceux-ci sont couplés par un réducteur commun, mais étant équipés d'un embrayage, l'utilisation d'un seul moteur est possible. La puissance sur l'arbre de sortie du réducteur va de 1 800 à 2 000 ch .
Il équipe les hélicoptères suivants :
- Bell 212
- Bell 412 et sa version militaire Bell CH-146 Griffon
- Sikorsky S-58

## Applications
Le moteur est utilisé dans plus de 100 applications différentes :
PT6A
- AASI Jetcruzer
- Aero Commander 680T (PT6 conversion)
- Aero Ae 270 Ibis
- AHRLAC Holdings Ahrlac
- Air Tractor AT-400
- Air Tractor AT-501
- Air Tractor AT-602
- Air Tractor AT-802
- Antilles Super Goose
- Antonov An-28
- Ayres Turbo Thrush
- Basler BT-67
- Beechcraft 1900
- Beechcraft Model 99
- Beechcraft A36TC Bonanza (turbine conversion)
- Beechcraft C-12 Huron
- Beechcraft King Air
- Beechcraft Lightning
- Beech 18 series (turbine conversion)
- Beechcraft Model 87
- Beechcraft Model 99
- Beechcraft RC-12 Guardrail
- Beechcraft RU-21C Ute
- Beechcraft Starship
- Beechcraft 200
- Beechcraft T-6 Texan II
- Beechcraft T-34C Turbo-Mentor
- Beechcraft T-44 Pegasus
- Beriev Be-30K
- CASA C-212 series 300P
- Cessna 208 Caravan
- Cessna P210N (turbine conversion)
- Cessna 404 Titan (turbine conversion)
- Cessna 408 SkyCourier
- Cessna 421C Golden Eagle (turbine conversion)
- Cessna 425 Corsair/Conquest I
- Conair Turbo Firecat
- Conroy Tri-Turbo-Three
- de Havilland Canada DHC-2 Mk. III Turbo Beaver
- de Havilland Canada DHC-3 Otter (turbine conversions)
- de Havilland Canada DHC-6 Twin Otter
- de Havilland Canada Dash 7
- Dominion UV-23 Scout
- Dornier Do 128 Turbo Skyservant
- Dornier Seawings Seastar
- Douglas DC-3 (turbine conversions)
- Epic LT Dynasty
- Embraer EMB 110 Bandeirante
- Embraer EMB 121 Xingu
- Embraer EMB 312 Tucano
- Embraer EMB 314 Super Tucano
- Frakes Mohawk 298
- Frakes Turbocat
- Gulfstream American Hustler 400
- Grumman Mallard (turbine conversion)
- Grumman Goose (turbine conversion)
- Harbin Y-12
- Helio AU-24 Stallion
- IAI Arava
- IAI Eitan
- Indonesian Aerospace N-219
- JetPROP DLX
- Kestrel K-350
- KAI KT-1
- Let L-410 Turbolet
- Lancair Evolution
- NAL Saras
- NDN Fieldmaster
- FTS Turbo Firecracker
- PAC 750XL
- PAC Cresco
- Piaggio P.180 Avanti
- Pilatus PC-6/B Turbo-Porter
- Pilatus PC-7
- Pilatus PC-9
- Pilatus PC-12
- Pilatus PC-21
- Piper PA-31P (turbine conversion)
- Piper PA-31T Cheyenne
- Piper PA-42 Cheyenne III
- Piper PA-46-500TP Meridian
- Piper T1040
- PZL-130T Turbo Orlik and PZL-130TC-II Orlik
- PZL M-18 Dromader (turbine conversion)
- PZL M28 Skytruck
- Quest Kodiak
- Reims-Cessna F406 Caravan II
- Saunders ST-27/ST-28
- Scaled Composites ATTT
- Short 330
- Short 360
- Short C-23 Sherpa
- TBM 700
- TBM 850
- TBM 900
- TBM 910
- TBM 930
- TBM 940
- Spectrum SA-550
- Swearingen SA26-T Merlin IIA
- TAI Hürkuş
- US Aircraft A-67 Dragon

PT6B
- AgustaWestland AW119 Koala
- Changhe Z-8F
- Avicopter AC313
- Lockheed XH-51
- Sikorsky S-76B
- Westland Lynx 606

PT6C
- AgustaWestland AW139
- Bell/Agusta BA609
- UH-1 Global Eagle upgrade
- Eurocopter EC175/Avicopter Z-15

PT6D
- Soloy Pathfinder 21

PT6E
- Pilatus PC-12NGX
- TBM 960

ST6
- Train Turbo (United Aircraft Corporation)
- STP-Paxton Turbocar Indy racer

STN
- Lotus 56 USAC et Formule 1